# Star Wars Jedi Knight II: Jedi Outcast
Star Wars Jedi Knight II: Jedi Outcast е компютърна игра в първо и трето лице разработена от Raven Software и се разпространява от LucasArts и Activision. Версията за персонални компютри е пусната в продажба в началото на 2002 г., а тази за Mac OS, Xbox и Nintendo GameCube в края на 2002 г. Играта е изградена около енджина на Quake III: Team Arena.

## Сюжет
Играчът се въплъщава в ролята на джедая Кайл Катарн отказал се от Силата и уменията си след като почти преминава към Тъмната страна. Заедно с красивата си спътничка Джен изпълнява поредната си мисия, за унищожаването на Остатъците от Империята.
Като Кайл Катарн играчът ще се сблъска с множество имперски щурмуваци и ще използва оръжия като републиканския бластер, щурмова карабина и разбира се светлинен меч. Основният му противник е бившия възпитаник на Джедайската академия и настоящ ситски лорд – Десанн, който планира да възроди Империята, заедно със съюзника си адмирал Галак Фаяр, и да унищожи зараждащия се нов Орден на джедаите. Неговият план включва отвличането на Джен, откриването на мястото, от което джедаите черпят своята Сила – Долината на джедаите и ликвидирането на създадената от Люк Скайуокър Джедайска академия на Явин 4.